# 텔레파사
텔레파사(Telefassa)는 그리스 신화에 나오는 아게노르왕의 아내이다. 바다의 신 포세이돈과 리비아의 아들 아게노르와 결혼하여 카드모스, 포이닉스, 킬릭스, 피네우스, 타소스, 에우로페를 낳았다. 사르미데소스 왕 피네우스는 포세이돈 또는 포이닉스의 아들이라고도 하고, 타소스는 포세이돈 또는 킬릭스의 아들이라고도 한다. 텔레파사의 딸 에우로페는 아리따운 처녀로 자라 제우스의 눈에 들었다. 제우스는 아름다운 황소로 모습을 바꾸어 시녀들과 놀고 있는 에우로페에게 접근하였다. 에우로페가 등에 올라타자 황소는 쏜살같이 달려 바다를 건너 크레타섬까지 갔다. 아게노르는 딸이 행방불명되자 아들들에게 에우로페를 찾아오기 전에는 돌아오지 말라는 명령을 내렸다. 텔레파사도 에우로페를 찾기 위하여 카드모스와 함께 페니키아를 떠났는데, 트라키아 땅에 이르러 두 번 다시 딸의 얼굴을 보지 못하고 죽고 말았다.